# Gymnasium Ohlstedt
Das Gymnasium Ohlstedt ist ein städtisches Gymnasium im Hamburger Stadtteil Wohldorf-Ohlstedt. Das 1970 gegründete Gymnasium war 2014 das erste staatliche Gymnasium in Deutschland, an dem Schach als Unterrichtsfach angeboten wurde. 2017 wurde der Schule das Qualitätssiegel „Deutsche Schachschule“ verliehen. Zudem wurde die Schule 2018 als Europaschule zertifiziert.

## Schulprofil
Schwerpunkt der Schule ist die internationale Ausrichtung. Die Schule bietet in der Sekundarstufe einen bilingualen Zweig (englischsprachig) und bietet in der Oberstufe Profile an, in denen fast die Hälfte des Unterrichts in Englisch erfolgt.
Das Gymnasium Ohlstedt ist Botschafterschule für das Europäische Parlament und seit Mai 2018 zertifizierte Europaschule. Man pflegt Partnerschaften mit Schulen in USA, Frankreich, Chile, Spanien, Indonesien, Dänemark und Italien.
Ebenfalls 2018 erhielt das Gymnasium Ohlstedt das Qualitätssiegel als MINT-freundliche Schule, nachdem man bereits 2017 für das Konzept eines MakerLab einen Förderpreis der Claussen-Simon-Stiftung erhielt.
Als erstes staatliches Gymnasium in Deutschland wurde 2014 im Gymnasium Ohlstedt Schach als Schulfach eingeführt. 2017 wurde die Schule als Deutsche Schachschule anerkannt.

## Geschichte
Aufgrund stark steigender Schülerzahlen wurde das Gymnasium Ohlstedt im Februar 1970 als drittes Gymnasium in den Hamburgischen Walddörfern gegründet. Im April 1970 wurden die ersten beiden 5. Klassen mit 64 Schülern  eingeschult. Da es noch kein eigenes Schulgebäude gab, war man zunächst in Pavillons auf dem Gelände des Walddörfer Gymnasiums zu Gast.
1971 zog die Schule in Pavillons auf dem Gelände der Schule am Walde in Ohlstedt, bevor man 1972 Pavillons auf dem Gelände der Schule an der Stahmerstraße beziehen konnte.
1980 machten die ersten Schüler ihr Abitur am Gymnasium Ohlstedt. Die Schüler des Gründungsjahrgangs machten ihr Abitur an umliegenden Gymnasien, da nach der 10. Klasse keine ausreichende Anzahl Schüler zur Bildung der reformierten Oberstufe vorhanden war.
Erster Schulleiter war von der Gründung bis 1995 Hans-Walter Sönnichsen. Ihm folgte Claus-Peter Brinkmann, der 2016 von Hendrik Löns abgelöst wurde.

## Gebäude
1973 wurde das erste Gebäude in der damals bei Schulneubauten in Hamburg üblichen Bauform des Doppel-H fertiggestellt, ein Serienschulbau vom Typ 68.
Eine erste Sporthalle wurde 1977 eingeweiht. Diese wurde 2014 durch eine Dreifeldsporthalle ersetzt. Zudem verfügt das Gymnasium seit 2015 über zwei Multifunktionsspielfelder auf dem Schulhof.
Des Weiteren gehören zu der Schule ein Gebäude mit Fachräumen und das Hauptgebäude mit Pausenhalle, Verwaltung etc.

## Bekannte Absolventen
- Toni Garrn (* 1992), Model und Schauspielerin
- Lennart Poettering (* 1980), Software-Entwickler
- Thorsten Fürter (* 1970), Politiker
- Sarah Ines Struck (* 1970), deutsche Autorin und Vokalistin
- John Ment (* 1963), Radiomoderator